# Лунка (Келераш)
Лунка (рум. Lunca) — село у повіті Келераш в Румунії. Входить до складу комуни Валя-Арговей.
Село розташоване на відстані 54 км на схід від Бухареста, 47 км на захід від Келераші, 149 км на захід від Констанци.